# Calceolaria ferruginea
Calceolaria ferruginea är en toffelblomsväxtart som beskrevs av Antonio José Cavanilles. Calceolaria ferruginea ingår i släktet toffelblommor, och familjen toffelblomsväxter. Inga underarter finns listade i Catalogue of Life.